# باشگاه والیبال هالک بانک
باشگاه والیبال هالک بانک آنکارا (به انگلیسی: Halkbank Ankara) یکی از باشگاه‌های والیبال لیگ برتر ترکیه است. این باشگاه در ۲۱ ژوئیه سال ۱۹۸۳ با نام باشگاه ورزشی هالک بانک تأسیس شد. هالک یکی از باشگاه‌های قدیمی والیبال ترکیه است.

## بازیکنان سرشناس سابق
- کمال کیهان
- دیوید لی
- ویلیام رید پریدی